# Василенко Іван Андрійович (Герой Соціалістичної Праці)
Іван Андрійович Василенко (нар. 8 серпня 1927, село Куцеволівка, тепер Онуфріївського району Кіровоградської області — 1 червня 1992, Дніпропетровськ, тепер місто Дніпро) — український радянський діяч, сталевар Дніпропетровського заводу металургійного устаткування. Герой Соціалістичної Праці (5.04.1971). Депутат Верховної Ради УРСР 9-го скликання.

## Біографія
Народився в селянській родині. У 1938 році сім'я переїхала в місто Дніпропетровськ, де батько працював на заводі.
У 1940 році Іван Василенко закінчив шість класів школи. У 1941—1943 роках знову проживав у селі Куцеволівка на окупованій території. З 1943 року — колгоспник у селі Куцеволівці.
У 1944 році був призваний до радянської армії і направлений на Далекий Схід. Служив механіком-водієм танка Т-34. У 1951 році був звільнений в запас і приїхав до Дніпропетровська.
З 1951 року — учень машиніста електромостового крана, машиніст завалочної машини на мартені, підручний сталевара, з 1962 по 1977 рік — сталевар Дніпропетровського заводу металургійного устаткування. Був ініціатором руху за суміщення професій, постійно перевиконував планові завдання.
Без відриву від виробництва закінчив школу робітничої молоді, отримав середню освіту.
Член КПРС з 1960 року.
Указом Президії Верховної ради СРСР від 5 квітня 1971 року за особливі заслуги у виконанні завдань п'ятирічного плану Василенку Івану Андрійовичу присвоєно звання Героя Соціалістичної Праці з врученням ордена Леніна і золотої медалі «Серп і молот».
З 1977 по 1986 рік — майстер механічної групи форсуносталеливарного цеху Дніпропетровського заводу металургійного устаткування.
З 1986 року — на пенсії в місті Дніпропетровську (Дніпрі).
Помер 1 червня 1992 року, похований на цвинтарі селища Діївка-1 (в складі міста Дніпра).

## Нагороди
- Герой Соціалістичної Праці (5.04.1971)
- два ордени Леніна (3.09.1964; 5.04.1971)
- медалі